# Macute (Atyina)
Macute falu Horvátországban Verőce-Drávamente megyében. Közigazgatásilag Atyinához tartozik.

## Fekvése
Verőcétől légvonalban 29, közúton 43 km-re délkeletre, községközpontjától 6 km-re keletre, a Papuk-hegység területén, a Voćinski-patak és két mellékvize, a Milošovac és Martinac-patakok által közrefogott területen fekszik.

## Története
A régészeti leletek alapján Macute területe már a kőkorszak óta lakott volt. A község területén az emberi élet legősibb nyomai itt találhatók. A Bokanéról Macutéra vezető út déli oldalán, Bokanétól mintegy egy kilométerre nyugatra három, mezőgazdasági művelés alatt álló domb magasodik. Ezen a helyen a szántások során már régóta kerámia töredékek, megmunkált kövek, kőszerszámok kerültek elő. A leleteket a szakemberek a Sopot kultúra utolsó időszakára, az i. e. 2600 és 2400 közötti időre keltezték.
A település valószínűleg a 17. században keletkezett Boszniából érkezett pravoszláv vlachok betelepítésével. Az első katonai felmérés térképén „Dorf Maczute” néven találjuk. Lipszky János 1808-ban Budán kiadott repertóriumában „Maczute” néven szerepel. Nagy Lajos 1829-ben kiadott művében „Maczute” néven 78 házzal, 1 katolikus és 439 ortodox vallású lakossal szerepel.
1857-ben 374, 1910-ben 618 lakosa volt. 1910-ben a népszámlálás adatai szerint lakosságának 63%-a szerb, 16%-a horvát, 13%-a magyar, 6%-a német anyanyelvű volt. Verőce vármegye Szalatnoki járásának része volt. Az első világháború után 1918-ban az új szerb-horvát-szlovén állam, majd később (1929-ben) Jugoszlávia része lett.
1991-ben lakosságának 97%-a szerb nemzetiségű volt. A délszláv háború idején a település 1991 októberének elején már szerb ellenőrzés alatt volt. A horvát hadsereg 136. slatinai dandárja az Orkan-91 hadművelet során 1991. december 15-én foglalta vissza. A lakosság elmenekült. 2011-ben 33 lakosa volt.

## Lakossága
| Lakosság változása | Lakosság változása | Lakosság változása | Lakosság változása | Lakosság változása | Lakosság változása | Lakosság változása | Lakosság változása | Lakosság változása | Lakosság változása | Lakosság változása | Lakosság változása | Lakosság változása | Lakosság változása | Lakosság változása | Lakosság változása |
| ------------------ | ------------------ | ------------------ | ------------------ | ------------------ | ------------------ | ------------------ | ------------------ | ------------------ | ------------------ | ------------------ | ------------------ | ------------------ | ------------------ | ------------------ | ------------------ |
| 1857               | 1869               | 1880               | 1890               | 1900               | 1910               | 1921               | 1931               | 1948               | 1953               | 1961               | 1971               | 1981               | 1991               | 2001               | 2011               |
| 374                | 393                | 355                | 461                | 530                | 618                | 604                | 651                | 428                | 461                | 438                | 330                | 303                | 286                | 79                 | 33                 |

## Nevezetességei
A Legszentebb Istenanya Mennybevétele tiszteletére szentelt pravoszláv temploma 1714-ben épült. Egyhajós épület a főhomlokzat elé épített harangtoronnyal. 1942-ben a pravoszláv karácsony ünnepére az usztasák felgyújtották. A háború után a helyi lakosság a tetőcserepet a saját házainak befedésére használta fel. Ma a templom használaton kívül az enyészetnek kitéve áll az Atyináról Szentmiklósra vezető út mentén.